# Julio por mol
El julio por mol (símbolo: J·mol−1 o J/mol) es una unidad de energía derivada del SI  se utiliza para expresar la energía molar o energía por unidad de sustancia química (mol).  Puesto que la energía se mide en julios,   N·m ó kg·m2·s−2  y la cantidad de materia se mide en moles, que es una unidad básica, su expresión en unidades básicas del SI sería kg·m2·s-2·mol-1. Esta unidad se suele utilizar para expresar la energía involucrada en las reacciones químicas o en aquellos casos en que la cantidad de energía, tomada o cedida, depende de la cantidad de materia, como por ejemplo las transformaciones de fase (entalpía de vaporización o de fusión de una sustancia). Ejemplos son las entalpías de las reacciones químicas o la energía libre de Gibbs, que se cuantifican como julios por mol. La división por el número de moles facilita la comparación entre procesos que involucran diferentes cantidades de material y entre procesos similares que involucran diferentes tipos de materiales. El significado de tal cantidad siempre depende del contexto y, particularmente para las reacciones químicas, depende de la definición (posiblemente arbitraria) de un 'mol' para un proceso particular.  
Puesto que un mol son 6.02214179×1023  partículas (átomos, moléculas, iones, etc.) un  julio por mol es igual a 1 julio dividido por 6.02214179×1023   partículas, es decir, 1.66054×10−24   julios por partícula. Esta cantidad de energía es muy pequeña y difícil de manejar cuando se hacen estudios o cálculos a nivel atómico, por lo que frecuentemente se utilizan unidades correspondientes al sistema atómico, también consideradas como magnitudes básicas. Para el caso de la energía por partícula se utiliza el electronvoltio,  que corresponde a la energía cinética adquirida por un electrón tras atravesar una diferencia de potencial de 1V en el vacío. 

## Kilojulio por mol
Por conveniencia y debido al rango de magnitudes involucradas, estas cantidades casi siempre se informan en kJ·mol−1 en lugar de en J·mol−1 . Por ejemplo, los calores de fusión y vaporización suelen ser del orden de 10 kJ·mol−1, las energías de enlace son del orden de 100 kJ·mol−1, y energías de ionización del orden de 1000 kJ·mol−1. 
1 kJ·mol−1 es igual a 0.239 kcal·mol−1 o 1.04×10−2 eV por partícula. A temperatura ambiente (25°C, 77°F, o 298.15K) 1 kJ·mol−1 es igual a 0.4034 {\displaystyle k_{B}T}. 
Para convertir las kilocalorías en kilojulios se multiplica por un el factor constante 4,184.
Ejemplo: 1 kilocaloría = 1000 calorías. 1 caloría termoquímica = 4,184 julios. 1 kilocaloría termoquímica = 4,184 kilojulios.
Cantidades físicas medidas en kJ·mol-1:
- Entalpía de vaporización
- Entalpía de fusión
- Energía de ionización